# Războiul ciocolatei (film)
Războiul ciocolatei (titlu original: în engleză The Chocolate War) este un film american dramatic din 1988 scris și regizat de Keith Gordon. Rolurile principale au fost interpretate de actorii John Glover, Ilan Mitchell-Smith, Wallace Langham (ca Wally Ward) și Doug Hutchison.

## Distribuție
- John Glover - Brother Leon
- Ilan Mitchell-Smith - Jerry Renault
- Doug Hutchison - Obie Jameson
- Wallace Langham - Archie Costello
- Corey Gunnestad - Roland "Goober" Goubert
- Brent Fraser - Emile Janza
- Robert Davenport - Brian Cochran
- Jenny Wright - Lisa
- Bud Cort - Brother Jacques
- Adam Baldwin - John Carter
- Ethan Sandler - David Caroni